# Walter Momper
Walter Momper (født 21. februar 1945 i Sulingen) er en tysk politiker (SPD). Fra 2001 har han været præsident for Berlins parlament. Mellem 1989 og 1991 var han regerende borgmester i Berlin (Vestberlin). Under hans regeringstid faldt Berlinmuren. Han var den sidste borgmesteren i Vestberlin; efter det fælles delstatsvalg i 1991 måtte hans regering gå af. Han er uddannet i statskundskab.